# Циндао Хунши
«Циндао Хунши» или «Циндао Ред Лайонс» (кит. упр. 青岛红狮) — китайский футбольный клуб из пригорода Лайси, город Циндао, провинция Шаньдун, Китай. Команда выступает в третьем дивизионе. Домашней ареной клуба является Спортивный центр Лайси.

## История
Команда и центр спортивной подготовки «Циндао Хунши» был основан 14 марта 2016 года. Первая команда выступает на площадке спортивного центра Лайси, а молодёжная клуб играет на нескольких полях в разных частях Циндао. Первоначально команда принимала участие в любительском турнире, который она выиграла и получила возможность получить профессиональный статус и выступать в розыгрыше второй лиги Китая в сезоне 2018 года. 